# 1972年ミュンヘンオリンピックの韓国選手団
1972年ミュンヘンオリンピックの韓国選手団（1972ねんミュンヘンオリンピックのかんこくせんしゅだん）は、1972年8月26日から9月11日にかけて西ドイツのミュンヘンで開催された1972年ミュンヘンオリンピックの韓国選手団、およびその競技結果。

## 概要
今大会は銀メダル1個、合計1個のメダルを獲得した。

## メダル
| メダル | 選手名 | 競技 | 種目           |
| ------ | ------ | ---- | -------------- |
| 銀     | 呉勝立 | 柔道 | 男子80kg以下級 |